# نیکی تیلر
نیکی تیلر (انگلیسی: Nikki Tyler؛ زاده ۴ دسامبر ۱۹۷۲) یک بازیگر پورنوگرافی اهل ایالات متحده آمریکا است.